# Diversidade alfa
Em ecologia, a diversidade alfa (diversidade α) é a diversidade média de espécies em um local em escala local. O termo foi introduzido por R. H. Whittaker juntamente com os termos diversidade beta (diversidade β) e diversidade gama (diversidade γ). A ideia de Whittaker era que a diversidade total de espécies em uma paisagem (diversidade gama) é determinada por duas coisas diferentes: a diversidade média de espécies em locais em uma escala mais local (diversidade alfa) e a diferenciação entre esses locais (diversidade beta).

## Considerações de escala
Tanto a área ou paisagem de interesse como os locais dentro dela podem ter tamanhos muito diferentes em diferentes situações, e não se chegou a um consenso sobre quais escalas espaciais são apropriadas para quantificar a diversidade alfa. Foi, portanto, proposto que a definição de diversidade alfa não precisa estar vinculada a uma escala espacial específica: a diversidade alfa pode ser medida para um conjunto de dados existente que consiste em subunidades em qualquer escala. As subunidades podem ser, por exemplo, unidades de amostragem que já foram utilizadas no campo na realização do inventário, ou células de grade que são delimitadas apenas para fins de análise. Se os resultados forem extrapolados para além das observações reais, é necessário levar em conta que a diversidade de espécies nas subunidades geralmente subestima a diversidade de espécies em áreas maiores.

## Conceitos diferentes
Ecologistas usaram diversas definições ligeiramente diferentes de diversidade alfa. O próprio Whittaker usou o termo tanto para a diversidade de espécies em uma única subunidade quanto para a diversidade média de espécies em um conjunto de subunidades. Foi argumentado que definir a diversidade alfa como uma média entre todas as subunidades relevantes é preferível, porque concorda melhor com a ideia de Whittaker de que a diversidade total de espécies consiste em componentes alfa e beta.
As definições de diversidade alfa também podem diferir no que elas pressupõem como diversidade de espécies. Frequentemente, os pesquisadores usam os valores fornecidos por um ou mais índices de diversidade, como a riqueza de espécies (que é simplesmente uma contagem de espécies), o índice de Shannon ou o índice de Simpson (que levam em consideração também as abundâncias proporcionais das espécies). No entanto, argumenta-se que seria melhor usar o número efetivo de espécies como medida universal da diversidade de espécies. Essa medida permite ponderar espécies raras e abundantes de diferentes maneiras, assim como os índices de diversidade fazem coletivamente, mas seu significado é intuitivamente mais fácil de entender. O número efetivo de espécies é o número de espécies igualmente abundantes necessárias para obter a mesma abundância média proporcional de espécies observada no conjunto de dados de interesse (onde todas as espécies podem não ser igualmente abundantes).

## Cálculo
Suponha que a diversidade de espécies seja igualada ao número efetivo de espécies, e a diversidade alfa à diversidade média de espécies por subunidade. A diversidade alfa pode então ser calculada de duas maneiras diferentes que dão o mesmo resultado. A primeira abordagem é calcular uma média generalizada ponderada das abundâncias proporcionais das espécies dentro da subunidade e, então, calcular o inverso dessa média. A segunda abordagem consiste em calcular a diversidade de espécies para cada subunidade separadamente e, em seguida, obter uma média generalizada ponderada destas.